# Biblia latina de Lovaina
La Biblia latina de Lovaina (Biblia. Ad vetustissima exemplaria nunc recens castigata.), fue la primera edición estandarizada de la Vulgata Latina. La Vulgata de Lovaina sirvió esencialmente como el texto estándar de la Iglesia católica desde su publicación en 1547 hasta la publicación de la Vulgata Sixtina en 1590. La edición de 1583 de la Vulgata de Lovaina se cita en el Nuevo Testamento de la Vulgata de Oxford, donde se le asigna el siglum H (H de Henteniano).
En 1546, en parte como respuesta a la Reforma protestante, el Concilio de Trento declaró la Vulgata como la Biblia oficial de la Iglesia católica. Sin embargo, existían diferentes versiones de la Vulgata en uso, y ninguna edición fue aceptada como estándar. En respuesta, el biblista John Henten buscó producir una edición más fiable comparando treinta manuscritos diferentes de la Vulgata y basándose en el trabajo de eruditos anteriores, como Robert Estienne. Esta Vulgata estandarizada fue editada por Hentenius (1499-1566) y publicada en 1547 en Lovaina, Bélgica, de ahí el nombre de "Vulgata de Lovaina". Esta edición se reeditó varias veces y, en 1574, se publicó una edición revisada.

## Historia

### Publicaciones
El 8 de abril de 1546, en el Concilio de Trento, se tomó la decisión de preparar una Vulgata autorizada. No se tomaron medidas directas durante los siguientes cuarenta años, y muchos académicos continuaron publicando sus propias ediciones. Entre estas ediciones, la edición preparada por Hentenius, que sirvió casi como un texto estándar de la Vulgata de la Iglesia católica, recibió un reconocimiento particular.
La primera edición de Hentenius se tituló "Biblia ad vetustissima exelaria nunc recens castigata" y fue publicada por el impresor Barthéleme Gravius en noviembre de 1547. Hentenius usó 30 manuscritos de la Vulgata. La edición de Hentenius es similar a la edición de Robert Estienne de 1532 y 1540.

### Ediciones de Lucas Brugensis
Después de la muerte de Hentenius en 1566, Luc de Bruges continuó su trabajo crítico y preparó su propia edición en 1574.  en Amberes by Cristóbal Plantino, bajo el título: Biblia Sacra: Qui in hac editione, a Theologis Lovanienibus prestitum sit, paulo post indicatur. Esta revisión tiene el mismo texto que la edición original. Sin embargo, se modificó la puntuación y se añadieron variantes suplementarias en el margen; se eliminaron algunas variantes de la edición original.
En 1583, la Imprenta Plantino publicó una nueva edición de la Vulgata de Lovaina. Esta edición fue una reimpresión de la edición de 1574 con un suplemento en el apéndice, un aparato crítico realizado por Lucas Brugensis: sus Notationes in sacra Biblia, publicadas previamente de forma independiente en 1580. Esta edición se publicó bajo el título: Biblia Sacra, quid in hac editione a theologis Lovaniensibus praestitum sit, eorum praefatio indicat.

## Importancia
La edición de 1583 de la Vulgata de Lovaina sirvió de base para la elaboración de las ediciones Sixtina y Clementina de la Vulgata.
Utilizando la Vulgata de Lovaina como base, Nicolaus van Winghe tradujo la Biblia al neerlandés (1548) y Nicolas de Leuze la tradujo al francés (1550). Ambas traducciones se publicaron en Lovaina. Jakub Wujek basó su traducción, la Biblia de Wujek, en la edición de 1574 de la Vulgata de Lovaina. Dado que la Biblia Douay-Rheims se tradujo en 1582, es prácticamente seguro que la Vulgata de Lovaina, presumiblemente la revisión de 1574, fue la base de la traducción de la Biblia Douay-Rheims.